# É Dez
É Dez é o décimo álbum de estúdio da cantora e apresentadora brasileira Eliana, lançado em 30 de agosto de 2002 pela gravadora BMG (atual Sony Music). Na época, a artista comemorava 11 anos como apresentadora infantil de TV e dez como cantora. Para comemorar a marca, além do CD, o trabalho foi lançado em DVD e VHS, sendo o primeiro álbum de vídeo da carreira da cantora.  
Produzido por Guto Graça Mello, foi lançado em um momento crucial de consolidação da carreira de Eliana na Record. Naquele ano, Eliana renovou seu contrato com a emissora, garantindo sua permanência à frente do programa infantil Eliana & Alegria. 
O álbum traz uma combinação de canções que fizeram sucesso entre o público infantil nos anos 1980, versões de músicas internacionais e faixas inéditas. Entre as músicas incluídas estão "Comer, Comer" de Brazilian Genghis Khan e "É Tão Lindo", gravada na mesma época por Roberto Carlos e Simony. A faixa-título, aborda temas de esforço e otimismo, e foi incluída no repertório para transmitir mensagens positivas às crianças.
A Associação Brasileira dos Produtores de Discos o certificou como disco de ouro inicialmente, após alcançar a marca de 100 mil cópias vendidas. Posteriormente, o álbum alcançou 250 mil cópias vendidas, tornando-se elegível a um disco de platina. Além do sucesso comercial, foi indicado na categoria de "Melhor Álbum Infantil" no Prêmio TIM de Música de 2003. 

## Antecedentes e contexto
Em 2002, Eliana acabava de renovar seu contrato com a emissora por mais quatro anos, garantindo sua permanência no comando do programa infantil Eliana & Alegria e ampliando sua presença na programação com novos especiais e matérias.
A renovação do contrato com a Record, facilitada pelo bom relacionamento com Luciano Calegari, permitiu a Eliana continuar desenvolvendo novos projetos, incluindo dois programas semanais previstos para o ano seguinte e a produção de um filme. Além disso, Eliana estava envolvida na criação de novos produtos licenciados, brinquedos e bonecos, e planejava realizar shows e um álbum em comemoração aos dez anos de sua marca.

## Produção de gravação
A gerência artística esteve sob a responsabilidade de Sérgio Bittencourt, enquanto a produção foi conduzida por Guto Graça Mello, com Marcos Quintela atuando como produtor executivo.
As gravações e mixagens ocorreram no Blue Studios, no Rio de Janeiro, com os engenheiros de gravação Sérgio Ricardo e Marcelo (Load). Gravações adicionais em Pro Tools foram realizadas por Renato César, com Jorge (Gordo) Guimarães na engenharia de mixagem. As gravações de voz foram efetuadas tanto no Blue Studios quanto no Estúdio Banda Sonora, em São Paulo. Gravações adicionais foram feitas no Estúdio Anonimato. A pesquisa de repertório ficou a cargo de Marinella Galvão, Sérgio Bittencourt e Marcos Quintela, enquanto a masterização foi realizada por Luigi Hoffer da DMS (Digital Mastering Solutions).
O projeto gráfico do álbum, que inclui a capa e o encarte, foi desenvolvido pelo L&A Studio sob a direção de arte de Lêka Coutinho, com a colaboração de Alberto Vilar. As fotos da capa e do encarte foram tiradas por Marcos Issa, e as da contracapa e do berço por Chico Audi. A coordenação gráfica foi feita por Luis Felipe Couto e Emil Ferreira, completando a apresentação visual do álbum.

## Canções
A lista de faixas inclui canções que fizeram sucesso entre o público infantil nos anos de 1980, como "Comer, Comer" que ficou famosa com o grupo Brazilian Genghis Khan e "É Tão Lindo", gravada na mesma época por Roberto Carlos e Simony. Além disso, traz versões de músicas internacionais e algumas faixas inéditas. O projeto foi descrito pela apresentadora como "um resgate das coisas boas do passado para as crianças de hoje".
A música que dá nome ao CD, "É Dez", aborda temas de esforço e otimismo para alcançar o sucesso, mas não foi criada como uma resposta às críticas do início de sua carreira. "A nossa marca é a que mais vende no mercado brasileiro e isso não é à toa. Foi com muito profissionalismo, vontade de vencer e crença em Deus", afirmou Eliana, justificando a inclusão da faixa no álbum.
A canção "Ao Mestre com Carinho" foi gravada pelo grupo infantil Os Abelhudos, em seu álbum de estúdio Os Caçadores de Aventura, de 1989, que atingiu boas posições nas rádios brasileiras. Trata-se de uma versão de "To Sir with Love", tema do filme de James Clavell de 1967, To Sir, with Love. A música foi originalmente interpretada pela cantora e atriz britânica Lulu e foi escrita por Don Black e Mark London. A canção em sua versão original alcançou o topo da Billboard Hot 100 e da Cash Box Top 100, e se tornou o single mais vendido de 1967 nos Estados Unidos. Em 2012, Eliana regravou a música, que entrou para a trilha sonora da telenovela infantil Carrossel, do SBT.
"Dona Felicidade" é uma música de 1985 do grupo Trem da Alegria, que foi incluída no LP Trem da Alegria do Clube da Criança e fez sucesso no Brasil. Foi a segunda música de trabalho do álbum em 1985, e foi composta por Michael Sullivan e Paulo Massadas, tendo como participação especial a cantora e atriz brasileira Lucinha Lins.
"A Orquestra dos Bichos" é outra faixa gravada anteriormente pelo Trem da Alegria. Lançada em 1987, tornou-se uma das músicas mais executadas no ano de seu lançamento. Chegou a ser gravada por diversos artistas infantis tais como Xuxa Meneghel, e a dupla Patati Patatá.

## Álbum de vídeo
Esse foi o primeiro álbum da Eliana a ser lançado em DVD e kit com VHS. Em junho de 2002, a apresentadora retornou aos estúdios da Record após passar uma semana no México, onde gravou cenas externas para o programa Eliana e Alegria. Nessa época, ela continuou as gravações dos videoclipes do que viriam a fazer parte do seu primeiro álbum de vídeo, que de acordo com alguns veículos de imprensa, estava previsto para ser lançado no segundo semestre do mesmo ano. Para o projeto, a gravadora planejava incluir os antigos sucessos de sua carreira, bem como músicas inéditas.
O DVD e o VHS intitulados Eliana.com Alegria apresentam uma narrativa em que a protagonista, Eliana, é transportada para o interior de um computador, onde permanece aprisionada até o desfecho da história. Durante sua permanência no mundo digital, Eliana interage com diversos personagens, incluindo um robô denominado Ajuda. A resolução da trama ocorre quando Eliana retorna ao mundo real, auxiliada por seu amigo Dóca. Adicionalmente, o DVD oferece dois videoclipes bônus: "O Elefante e a Formiguinha" e "A Galinha Magricela", ambos pertencentes ao álbum lançado em 2001.
De acordo com o jornal Folha de S.Paulo: as faixas "Pula Corda" e "Ai, Meu Nariz" prometem agradar bastante às crianças, oferecendo ritmos e letras cativantes. Em contraste, os clipes de "A Bela e a Fera" e "É Dez" são direcionados para o público um pouco mais velho, entre oito e dez anos. Voltando a captar o interesse das crianças mais novas, os clipes de "Comer, Comer" e "A Orquestra dos Bichos" oferecem diversão visual e musical. No clipe de "Comer, Comer", o personagem Chiquinho é visto cantando e interagindo com crianças em um ambiente de restaurante italiano. Por outro lado, "A Orquestra dos Bichos" mostra bonequinhos tocando diversos instrumentos.
O álbum de vídeo termina com a música "Dona Felicidade" e a narrativa culmina com o retorno de Eliana ao mundo real, encerrando a história de forma envolvente.

## Divulgação
O álbum em sua versão em vídeo foi exibido na íntegra em 12 de outubro de 2002, pela Record como um especial de Dia das Crianças, com duas horas de duração, intitulado Eliana é 10!, sob a direção de João Elias. No especial, incluído no DVD e no VHS, Eliana canta e dança as músicas de É Dez, promovendo assim as faixas do álbum.

## Prêmios e indicações
O álbum foi indicado na categoria de "Melhor Álbum Infantil" no Prêmio TIM de Música de 2003, concorrendo com Herdeiros do Futuro de Toquinho e Projeto Guri, e com o vencedor: Contos, Cantos e Acalantos de José Mauro Bran.

## Desempenho comercial
Comercialmente, o álbum tornou-se um sucesso. A Associação Brasileira dos Produtores de Discos (ABPD) inicialmente certificou-o como disco de ouro após auditoria que confirmou a venda de 100 mil cópias levadas as lojas. Posteriormente, atingiu a marca de 250 mil cópias vendidas, tornando-se elegível a um disco de platina.

## Lista de faixas
- Créditos adaptados do álbum É Dez nos formatos: CD, CD+VHS, e DVD, todos lançados em 2002.[3][16][17]

| Lista de faixas do CD |                                                                   |                                                                                 |         |  |
| N.º                   | Título                                                            | Compositor(es)                                                                  | Duração |  |
| 1.                    | "Pula Corda"                                                      | Carlos Colla / Ed Wilson                                                        | 3:11    |  |
| 2.                    | "É Tão Lindo" (com Sayuri Oishi)                                  | Al Kasha / Joel Nirschom / versão: Edgard Poças                                 | 3:39    |  |
| 3.                    | "A Orquestra dos Bichos"                                          | Carlos Colla / Chico Roque                                                      | 3:04    |  |
| 4.                    | "Ai, meu Nariz"                                                   | Milikito / Miliki / versão: Edgard Poças                                        | 3:04    |  |
| 5.                    | "A Bela e a Fera"                                                 | Alan Menken / Ashman Howard / versão: Telmo Perle Münch                         | 3:30    |  |
| 6.                    | "Melô do Orangotango"                                             | Prêntice / Ronaldo Monteiro de Souza                                            | 3:16    |  |
| 7.                    | "Amarelinha" (com Chiquinho, Bebê Alegria, Vovô Alegria e Pitoco) | Leandro Lehart                                                                  | 3:45    |  |
| 8.                    | "Ao Mestre com Carinho"                                           | Mark Londron / Don Black / versão: Biafra / Costa Netto                         | 2:57    |  |
| 9.                    | "Siga em Frente"                                                  | R. Breen, J. Brown, J. Gallagher, R. Syannard, Conlon, versão: Billy Blanco Jr. | 3:07    |  |
| 10.                   | "Comer, Comer" (com Chiquinho)                                    | Luiz Gomez Escolar / Horacio Herrero / versão: Elzo Augusto                     | 2:46    |  |
| 11.                   | "Palavrinhas Mágicas"                                             | Dany Junior                                                                     | 3:38    |  |
| 12.                   | "Ioiô"                                                            | Michael Sullivan / Paulo Massadas                                               | 3:01    |  |
| 13.                   | "Dona Felicidade"                                                 | Michael Sullivan / Paulo Massadas                                               | 3:09    |  |
| 14.                   | "É Dez"                                                           | Guto Graça Mello / Sylvia Massari                                               | 3:39    |  |
| Duração total:        | Duração total:                                                    | Duração total:                                                                  | 45:46   |  |

| Lista de faixas do DVD |                                  |                                                             |         |  |
| N.º                    | Título                           | Compositor(es)                                              | Duração |  |
| 1.                     | "Palavrinhas Mágicas"            | Dany Junior                                                 | 3:48    |  |
| 2.                     | "É Tão Lindo" (com Sayuri Oishi) | Al Kasha / Joel Nirschom / versão: Edgard Poças             | 3:27    |  |
| 3.                     | "Pula Corda"                     | Ed Wilson / Carlos Colla                                    | 3:07    |  |
| 4.                     | "Ai, meu Nariz"                  | Milikito / Miliki / versão: Edgard Poças                    | 2:40    |  |
| 5.                     | "A Bela e a Fera"                | Alan Menken / Ashman Howard / versão: Termo Perple Munch    | 3:15    |  |
| 6.                     | "Comer, Comer" (com Chiquinho)   | Luiz Gomez Escolar / Horacio Herrero / versão: Elzo Augusto | 2:43    |  |
| 7.                     | "É Dez"                          | Guto Graça Mello / Sylvia Massari                           | 3:36    |  |
| 8.                     | "Orquestra dos Bichos"           | Carlos Colla / Chico Roque                                  | 3:10    |  |
| 9.                     | "Dona Felicidade"                | Michael Sullivan / Paulo Massadas                           | 3:06    |  |
| Duração total:         | Duração total:                   | Duração total:                                              | 28:52   |  |

## Certificações e vendas
| País   | Formato | Certificação | Vendas  |
| ------ | ------- | ------------ | ------- |
| Brasil | CD      | Platina      | 250,000 |
| Brasil | DVD     | Diamante     | 100,000 |

## Ligações Externas
- É Dez no iTunes